# Mar Cantábrico
(es) Mar Cantábrico
Localização do Mar Cantábrico
O Mar Cantábrico é o mar litoral do Oceano Atlântico que banha a costa norte da Espanha e o lado sudoeste da costa atlântica da França; representa a zona sul do Golfo da Biscaia. Estende-se desde o cabo Estaca de Bares, na província da Corunha, até a foz do Rio Adour, perto da cidade de Baiona, na costa do departamento dos Pirenéus Atlânticos, no País Basco francês.
O mar banha 800 km de costa partilhada pelas províncias espanholas de Corunha, Lugo, Astúrias, Cantábria, Biscaia e Guipúscoa, e a área francesa de Labourd.